# Мірешу-Мік
Мірешу-Мік (рум. Mireșu Mic) — село у повіті Прахова в Румунії. Входить до складу комуни Синджеру.
Село розташоване на відстані 81 км на північ від Бухареста, 34 км на північний схід від Плоєшті, 133 км на захід від Галаца, 82 км на південний схід від Брашова.

## Населення
За даними перепису населення 2002 року у селі проживали 215 осіб, усі — румуни. Усі жителі села рідною мовою назвали румунську.